# Akani Simbine
Akani Simbine (Johannesburgo, 21 de septiembre de 1993) es un deportista sudafricano que compite en atletismo, especialista en las carreras de velocidad.
Participó en tres Juegos Olímpicos de Verano, entre los años 2016 y 2024, obteniendo una medalla de plata en París 2024, en la prueba de 4 × 100 m.
Ganó una medalla de bronce en el Campeonato Mundial de Atletismo en Pista Cubierta de 2025 y una medalla de oro en los Relevos Mundiales 2025.
Fue el abanderado de Sudáfrica en la ceremonia de apertura de los Juegos Olímpicos de París 2024 junto con la gimnasta Caitlin Rooskrantz.

## Palmarés internacional
| Juegos Olímpicos                     | Juegos Olímpicos | Juegos Olímpicos  | Juegos Olímpicos |
| Año                                  | Lugar            | Medalla           | Prueba           |
| ------------------------------------ | ---------------- | ----------------- | ---------------- |
| 2024                                 | París (Francia)  | Medalla de plata  | 4 × 100 m        |
| Campeonato Mundial en Pista Cubierta |                  |                   |                  |
| Año                                  | Lugar            | Medalla           | Prueba           |
| 2025                                 | Nankín (China)   | Medalla de bronce | 60 m             |
| Relevos Mundiales                    |                  |                   |                  |
| Año                                  | Lugar            | Medalla           | Prueba           |
| 2025                                 | Cantón (China)   | Medalla de oro    | 4 × 100 m        |